# Orthezia newcomeri
Orthezia newcomeri är en insektsart som beskrevs av Morrison 1952. Orthezia newcomeri ingår i släktet Orthezia och familjen vaxsköldlöss. Inga underarter finns listade i Catalogue of Life.